# Équipe du Kazakhstan des moins de 17 ans de football
 (novembre 2016).
Si vous disposez d'ouvrages ou d'articles de référence ou si vous connaissez des sites web de qualité traitant du thème abordé ici, merci de compléter l'article en donnant les références utiles à sa vérifiabilité et en les liant à la section « Notes et références ».
Maillots
L'équipe du Kazakhstan des moins de 17 ans est une sélection de joueurs de moins de 17 ans au début des deux années de compétition placée sous la responsabilité de la Fédération du Kazakhstan de football. 

## Histoire
Le tirage au sort des éliminatoires du Championnat d'Europe des moins de 17 ans 2023/24 voit le Kazakhstan affronter la Turquie, l'Écosse et la Biélorussie.

## Parcours en Coupe d'Asie des nations de football des moins de 16 ans
De 1985 à 1992, le Kazakhstan fait partie de l’URSS.
- 1994 : Non inscrit
- 1996 : Non inscrit
- 1998 : Non qualifié
- 2000 : Non qualifié

## Parcours en Championnat d'Europe
- 2001 à 2003 : Non inscrit
- 2004 : Non qualifié
- 2005 : Non qualifié
- 2006 : Non qualifié
- 2007 : Non qualifié
- 2008 : Non qualifié
- 2009 : Non qualifié
- 2010 : Non qualifié
- 2011 : Non qualifié

## Parcours en Coupe du monde des moins de 17 ans
- 1993 : Non qualifié
- 1995 : Non qualifié
- 1997 : Non qualifié
- 1999 : Non qualifié
- 2001 : Non qualifié
- 2003 : Non qualifié
- 2005 : Non qualifié
- 2007 : Non qualifié
- 2009 : Non qualifié